# Valius Ąžuolas
Valius Ąžuolas (* 28. April 1979 in Kruopiai, Rajongemeinde Akmenė) ist ein litauischer Politiker und Landbauer, seit November 2016 Mitglied des Seimas.

## Leben
Nach dem Abitur an der Mittelschule Kruopiai bei Akmenė absolvierte er 2015 das Bachelorstudium  der Agronomie und studierte in einem Masterstudiengang an der Aleksandro Stulginskio universitetas bei Kaunas. Er ist Landbauer und arbeitet im Grundstück seines Urgroßvaters Ignas Ąžuolas. 1997 errichtete er eine Pflanzenbau-Wirtschaftseinheit. Von 2011 bis 2016 war er Mitglied im Rat der Rajongemeinde Akmenė.
Er ist Ratsmitglied von Lietuvos jaunųjų ūkininkų ratelių sąjunga und Akmenės rajono ūkininkų sąjunga, Mitglied des Aufsichtsrats des Kreditinstituts „Tikroji viltis“.
Er war Mitglied von Lietuvos valstiečių liaudininkų sąjunga und ist von LVŽS.

## Familie
Ąžuolas ist verheiratet. Mit seiner Frau Sandra hat er den Sohn Ignas und die Tochter Marta.